# 卡斯特拉喬峰
46°14′02″N 10°34′02″E / 46.23377°N 10.56709°E
卡斯特拉喬峰（義大利語：Punta di Castellaccio），是意大利的山峰，位於該國北部，由倫巴第大區負責管轄，屬於阿達梅洛-普雷薩內拉阿爾卑斯山脈的一部分，海拔高度3,029米，每年平均降雨量1,357毫米。